# Owlang (ort i Iran)
Owlang (persiska: اولنگ, ولَنگ) är en ort i Iran.   Den ligger i provinsen Zanjan, i den nordvästra delen av landet, 250 km väster om huvudstaden Teheran. Owlang ligger 1 864 meter över havet och antalet invånare är 123.
Terrängen runt Owlang är kuperad åt sydväst, men åt nordost är den platt.Runt Owlang är det ganska tätbefolkat, med 78 invånare per kvadratkilometer. Närmaste större samhälle är Solţānīyeh, 6,6 km nordost om Owlang. Trakten runt Owlang består i huvudsak av gräsmarker.